# Два приятелі
«Два при́ятелі» (фр. Deux amis) — новела французького письменника Гі де Мопассана, видана у 1883 році. Сюжет твору розповідає про двох французьких рибалок, що потрапили в прусський полон і загинули, відмовившись зрадити Батьківщину.

## Історія
Новела «Два приятелі» вперше побачила світ на шпальтах газети «Голуа» 24 березня 1883 року. Цього ж року Гі де Мопассан надрукував її в книжному варіанті в збірці «Мадемуазель Фіфі». Український переклад новели здійснив Борис Козловський. В Україні її вперше опублікувало видавництво художньої літератури «Дніпро» у восьмитомному зібранні творів Гі де Мопассана у 1969 році. Повторне видання «Двох приятелів» це ж саме видавництво здійснило у 1990 році в рамках двотомного зібрання вибраних творів письменника.
Новела «Двоє приятелів» стала основою для низки драматичних і кінематографічних творів: на її основі знято два кінофільми — короткометражний «Два друга» (1946, режисер Димитрій Кірсанов) і повнометражний «Велика війна» (1959, режисер Маріо Монічеллі); поставлено однойменні телефільми (1962, 2006) і театральну драму (2014).

## Сюжет
Пан Моріссо в робочий час пересічний паризький годинникар, а в позаробочий — затятий рибалка. Вже багато років він вудить рибу на острові Марант разом із однодумцем, галантерейником паном Соважем. Одного дня під час облоги Парижа в ході Французько-прусської війни пан Моріссо зустрічає в місті свого друга. Приятелі, що розуміють одне одного майже без слів, заходять до кав'ярень перекинути чарчину-другу, та хіба справжніх рибалок це задовольнить? Раптом пан Соваж пропонує порибалити на їхньому острові. Когось іншого така пропозиція під час війни може й здивувала б, але Моріссо погоджується без вагань.
Щоби потрапити на Марант, який знаходиться у зоні бойових дій, друзі користуються перепустками, які їм надає полковник французької армії Дюмулен. На острові їх зустрічає лише покинута будівля ресторану. Спочатку ця тиша насторожує рибалок, однак гарне клювання риби невдовзі налаштовує обох на оптимістичний лад. Коли рибальські саки наповнюються добрячим уловом, тишу розриває канонада на горі Мон-Валер'єн. Втім, це далеке нагадування про війну не налякало б друзів, якби з будівлі ресторану раптом не виринув загін солдат. Прусський офіцер готовий розстріляти французьких «шпигунів» негайно, але дає зрозуміти друзям, що останній шанс на порятунок в них все ж таки є. Для цього вони мають повідомити йому лише пароль, який слугує їм перепусткою на французькій вогневій лінії. Моріссо і Соваж вперто мовчать. Прусські солдати розстрілюють їх і топлять у річці. Німецький офіцер наказує солдатові засмажити впійману рибалками рибу.

## Аналіз твору
Джерело сюжету цього твору невідоме. З огляду на те, що прізвище Соваж фігурує в такій відомій мопассанівській новелі патріотичного спрямування як «Тітка Соваж», можна припустити, що воно є вдалою авторською вигадкою, якою письменник скористався не один раз. Водночас, Гі де Мопассан розгортає дію свого твору на тлі дійсних історичних подій. Облога Парижа, здійснена під час Французько-прусської війни, розпочалась 16 вересня 1870 року. Але письменник дає значно точнішу вказівку на час трагедії: згадує про початок обстрілу французької столиці з гори Мон-Валер'єн, а це дає підставу говорити, що події новели відбуваються у січні 1871 року.
Психологічне підґрунтя твору багатошарове. По-перше, письменник ставить читача перед питанням фатуму: якою б була доля двох приятелів, якби один з них не зробив рокової пропозиції, а другий не погодився на неї під владою рибальського захоплення? Тут же вимальовується і проблема рокових випадковостей: якби друзі пішли рибалити до іншого місця подалі від лінії фронту? якби з місця рибалки пішли трохи раніше, злякавшись обстрілу? Їхня вперта прив'язанність до улюбленого місця рибалки так схожа на любов до Батьківщини: вона не має логічного обґрунтування і водночас, ця «слабкість» така людяна, а тому благородна. По-друге, письменник підкреслює трагічність долі головних героїв особливим цинізмом пруссаків. Німецький офіцер кидає тіла розстріляних у воду («Нехай риби попрацюють») і тут же наказує підсмажити виловлену французами рибу. В такий опосередкований спосіб Гі де Мопассан замикає коло подій.